# Institut für Sexualwissenschaft

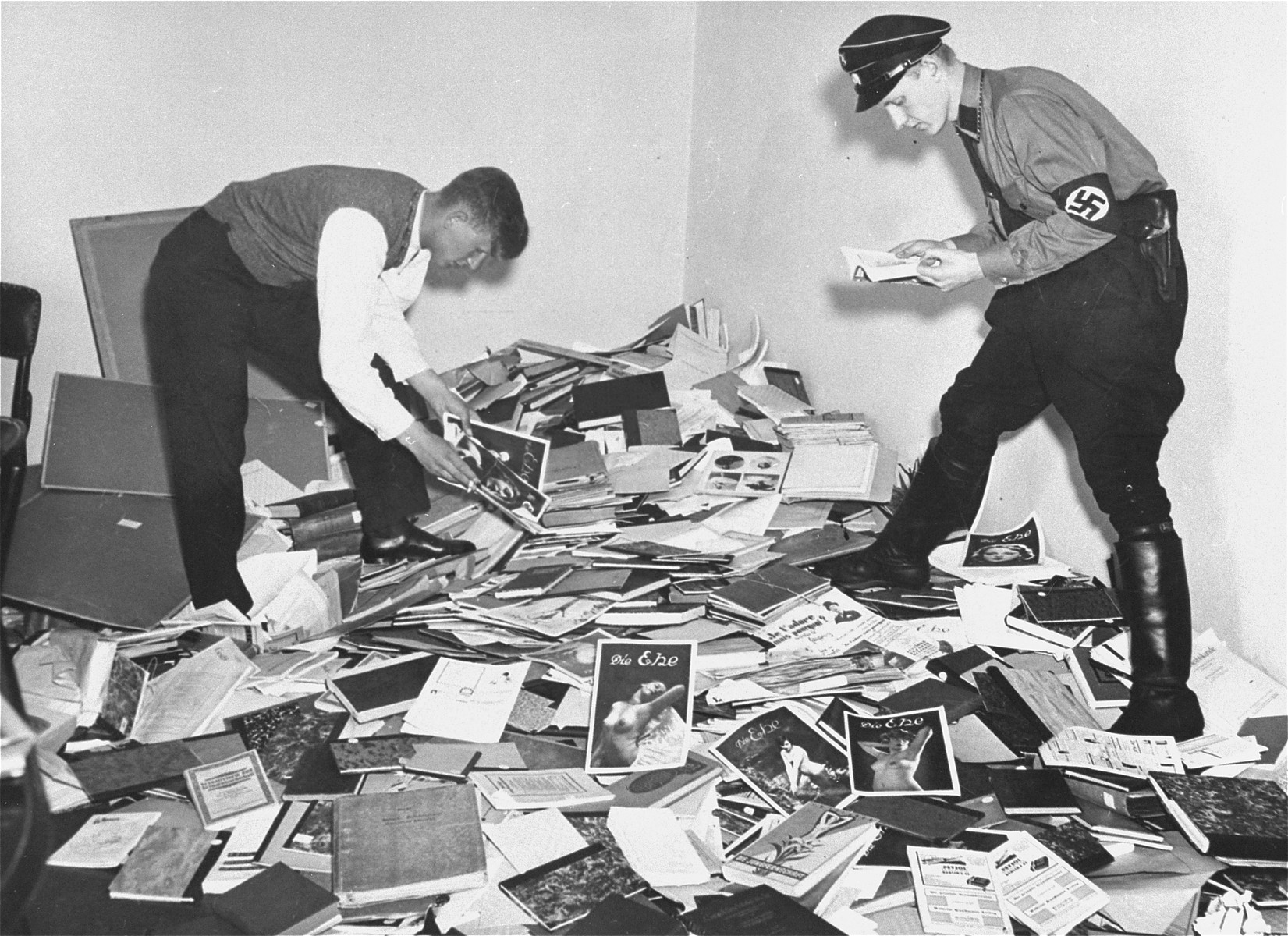
6 maj 1933. Institutet har stormats av unga studenter och organiserade nationalsocialister. Fyra dagar senare genomfördes ett omfattande bokbål på Opernplatz, nuvarande Bebelplatz i Berlin.

Institut für Sexualwissenschaft, som ordagrant betyder Institut för sexualvetenskap, var en privat pionjärinrättning för forskning inom sexologi i Weimarrepubliken 1919–1933. 

## Historia
Det inrättades 6 juli 1919 av läkarna Magnus Hirschfeld och Arthur Kronfeld.
Institutet styrdes av Magnus Hirschfeld, som sedan 1897 hade varit överhuvud för Wissenschaftlich-humanitäres Komitee, som på progressiva och rationella grunder kampanjade för hbtq-rättigheter och tolerans. Institutet utgav den sexualvetenskapliga tidskriften Jahrbuch für sexuelle Zwischenstufen. Hirschfeld sammanställde ett berömt bibliotek för kön, homosexualitet och erotik på institutet. Institutet bedrev pionjärforskning och höll föreläsningar om olika ämnen inom kön och sexualitet, inklusive, homosexualitet, transsexualism, transvestism och intersexualitet. Det erbjöd också olika offentliga tjänster, så som behandling för alkoholism, gynekologiska undersökningar, äktenskapsrådgivning, behandling för könssjukdomar och preventivmedel, och höll kurser för både privatpersoner och professionella. Vid sidan av forskningen hade man en könspoliklinik och en mottagning för familjerådgivning. Institutet arrangerade även föreläsningar för allmänheten och frågekvällar. Man förestod dessutom ett offentligt bibliotek som omfattade ungefär 10 000 sällsynta utgåvor på tyska och andra språk inom ämnesområdena sexualitet och kön. 
Nazistpartiet ansåg att sexualitetens enda funktion var den reproduktiva, och dömde ut institutet och dess arbete som degenererad. Efter det nazistiska maktövertagandet tillhörde institutet ett av de första mål som attackerades av den nya regimen. Dess bibliotek och arkiv tillhörde den förbjudna litteratur som rensades ut och brändes i nazisternas bokbål på gatorna. 
Den 6 maj 1933, bara några månader efter nazisternas maktövertagande, när Magnus Hirschfeld befann sig i Schweiz, ödelades institutet genom en brutal vandalisering av dess lokaler utförd av nazistiska ungdomsgrupper, som plundrade dess böcker och arkiv. Bokbålet i Berlin några dagar senare innefattade bland annat institutets hela bibliotek och arkiv. Några dagar efter dess plundring stängdes institutet. 

## Fotnoter
1. ↑  Webbplats om Hirschfelds samarbetspartner Arthur Kronfeld (engelska) sgipt.org
2. ↑  Oosterhuis, Harry, red (1991) (på engelska). Homosexuality and Male Bonding in Pre-Nazi Germany. Translated by Hubert C. Kennedy. Harrington Park Press. ISBN 978-1-56023-008-3. https://archive.org/details/homosexualitymal0000unse.
3. ↑  Strochlic, Nina (28 June 2022). ”The great hunt for the world's first LGBTQ archive”. National Geographic. https://www.nationalgeographic.com/history/article/the-great-hunt-for-the-worlds-first-lgbtq-archive.
4. ↑  Beachy 2014, sid. 160–164.
5. ↑  Wolff 1986, sid. 181.
6. ↑  ”Institute of Sexology”. Institute of Sexology. Qualia Folk. 8 December 2011. http://www.qualiafolk.com/2011/12/08/institute-of-sexology/. Arkiverad 18 januari 2015 hämtat från the Wayback Machine.